# Vera Oelschlegel

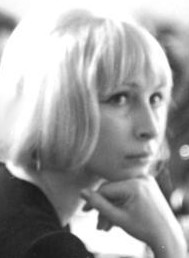
Vera Oelschlegel 1970 in Berlin

Vera Franziska Oelschlegel (* 5. Juli 1938 in Leipzig) ist eine deutsche Schauspielerin, Sängerin, Regisseurin, Professorin und Theaterleiterin. Als Sängerin und Schauspielerin wurde sie – auch international – vor allem durch ihre Brecht-Interpretationen und ihre Rolle der 13. Fee des Fleißes in dem DEFA-Märchenfilm Dornröschen bekannt. Mit ihrem Ensemble 66 trat sie in 37 Ländern auf. Bis 1990 war sie  Intendantin des Theaters im Palast, von 1991 bis zu dessen Auflösung 2013 leitete sie das Tourneetheater Theater des Ostens.

## Leben

### Familie und Privates
Vera Oelschlegel wurde 1938 als Tochter des Kaufmanns Gottfried Oelschlegel (1910–1945) in Leipzig geboren. Ihre Mutter, Ruth Oelschlegel (geb. Lauterbach, 1914–2014), war gelernte Journalistin und u. a. Chefin der Bezirkskommission für Unterhaltungskunst Leipzig. Sie war zuerst beim Frauenfunk von Radio Leipzig tätig und später Leiterin der Konzert- und Gastspieldirektion Leipzig. Ihr Großvater mütterlicherseits Carl Lauterbach war Verleger und Förderer Max Regers. Ihr Bruder Axel Oelschlegel (1942–1989) war Journalist und Schriftsteller (Das Pseudonym, 1988).
Oelschlegel war in erster Ehe (1961–1967) mit dem Schriftsteller und Regisseur Günther Rücker verheiratet, dieser Ehe entstammt eine Tochter. In zweiter Ehe (1971–1976) mit dem Schriftsteller und späteren Präsidenten des DDR-Schriftstellerverbandes Hermann Kant und in dritter Ehe (1977–1987) mit SED-Politbüromitglied Konrad Naumann, der 1. Sekretär der SED von Berlin war. Von 1988 bis 2006 lebte sie mit dem Drehbuchautor Gregor Edelmann zusammen. Seit 2008 ist ihr Lebenspartner der Zürcher Architekt und Stadtplaner Fritz Stuber. 1991 veröffentlichte Oelschlegel im Ullstein Verlag ihre Autobiografie unter dem Titel Wenn das meine Mutter wüsst, den sie in Anlehnung an das Märchen Die Gänsemagd wählte.

### Wirken am Theater

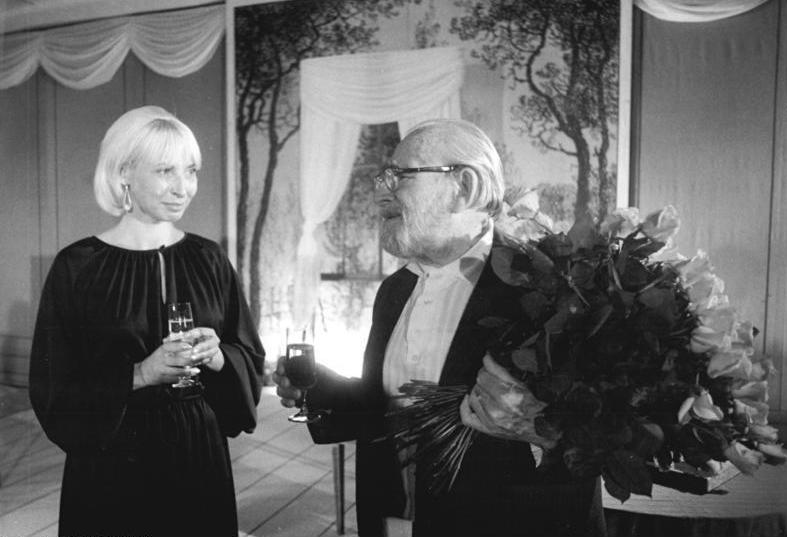
Vera Oelschlegel mit Wolfgang Heinz im Mai 1980

Oelschlegel besuchte von 1946 bis 1950 die Helmholtzschule und absolvierte 1956 ihr Abitur an der Thomasschule zu Leipzig. Danach studierte sie von 1956 bis 1959 an der Fakultät Schauspiel der Filmhochschule Potsdam-Babelsberg und schloss ihr Studium mit dem Diplom ab.
Von 1959 bis 1961 arbeitete sie am Theater Putbus, bevor sie von 1961 bis 1974 Mitglied des Ensembles des Deutschen Fernsehfunks der DDR wurde. 1966 war sie Gründungsmitglied bei der Schaffung des Ensemble 66. Knapp 10 Jahre später war Vera Oelschlegel 1976 an der Gründung des experimentierfreudigen und in der DDR nicht unumstrittenen Theaters im Palast (TiP) im Berliner Palast der Republik beteiligt, dessen Intendantin sie bis 1990 war. Am TiP veranstaltete sie auch Kunstausstellungen und Dichterlesungen sowie Komponistenporträts mit u. a. Günter Grass, Christoph Hein, Daniil Granin, Stefan Heym, Luigi Nono, Alfred Schnittke, Paul-Heinz Dittrich und Witold Lutosławski. Corinna Harfouch war bei ihr im TiP in den 1980er-Jahren Meisterschülerin.

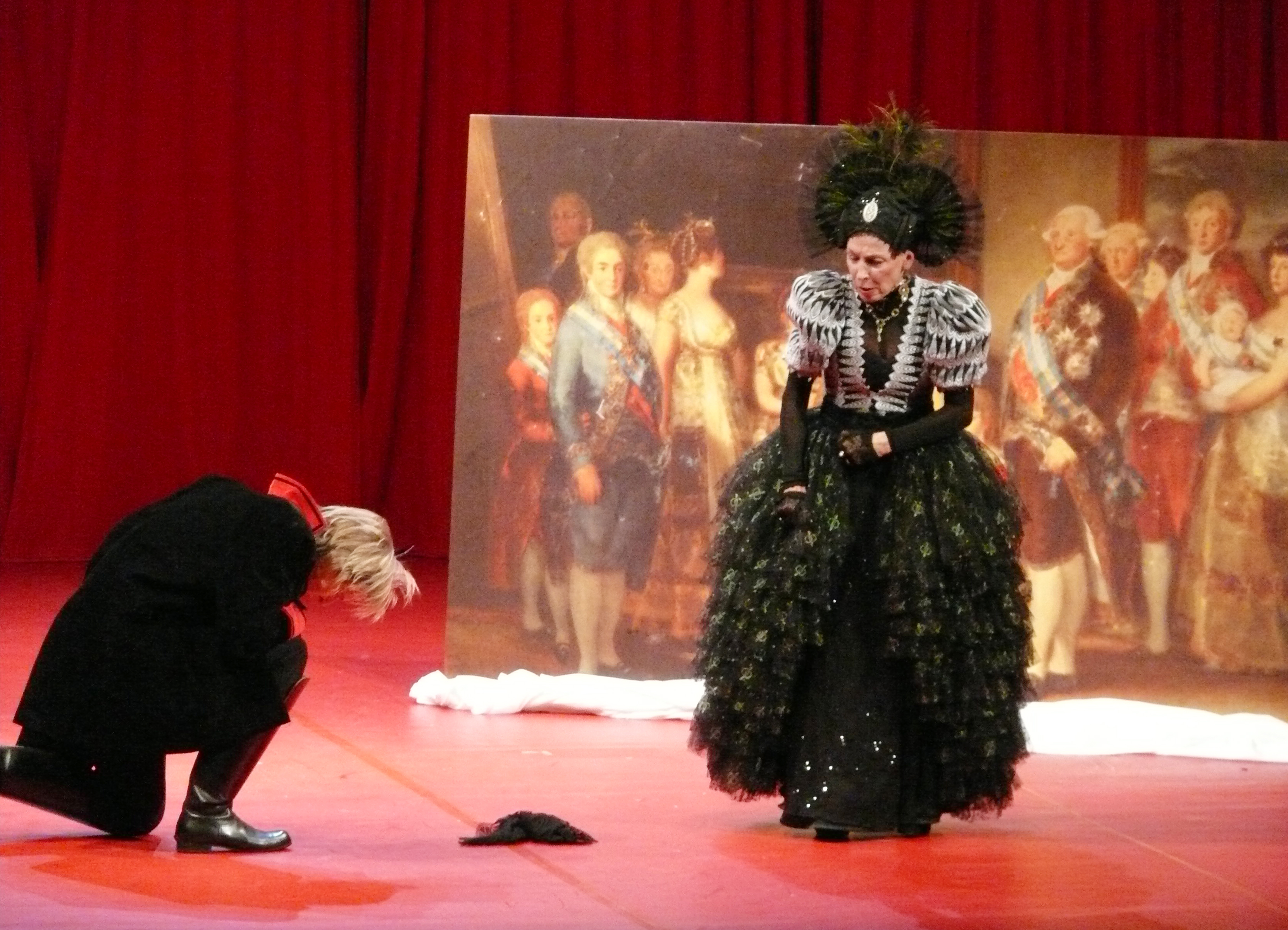
Vera Oelschlegel in Goya, Wels, Oktober 2007

Daneben arbeitete Oelschlegel als Theaterregisseurin. Sie inszenierte u. a. Dürrenmatts Der Meteor, Shakespeares Die lustigen Weiber von Windsor und König Johann, Peter Hacks’ Ohne Zorn und Eifer sowie Ulrich Plenzdorfs Freiheitsberaubung. Ab 1981 war sie Dozentin an der Hochschule für Schauspielkunst „Ernst Busch“, Berlin, und unterrichtete eine Meisterklasse für Schauspiel. 1984 wurde sie Honorarprofessorin für Schauspiel an dieser Hochschule.
1991 wurde das Tourneetheater Theater des Ostens Berlin gegründet. Mit diesem Theater war Vera Oelschlegel als Prinzipalin, Regisseurin und Schauspielerin unterwegs. Das Theater arbeitete ohne Subventionen, ohne Sponsoring und spielte auf Tourneen in Deutschland, der Schweiz, Österreich, Italien, Luxemburg und Holland. Das Ensemble war mehrere Monate im Jahr unterwegs und fuhr mit Bus und Lkw für Dekoration und Technik von Ort zu Ort, weit über 10.000 km pro Jahr. Besonders erfolgreich waren Vera Oelschlegels Literaturbearbeitungen wie Umberto Ecos Der Name der Rose (200 Vorstellungen) und Theodor Storms Der Schimmelreiter (mehr als 100 Vorstellungen) sowie Goya, das sie in Anlehnung nach dem spanischen Maler und Grafiker Francisco de Goya und dem Roman von Lion Feuchtwanger für die Bühne bearbeitete. Von 1991 bis 2013 hat das Theater mehr als 1500 Vorstellungen gespielt, u. a. Henrik Ibsens Gespenster oder Johann Wolfgang von Goethes Iphigenie auf Tauris. Im Januar 2013 fand nach 22 Jahren die letzte Tournee statt und das Theater des Ostens wurde aufgelöst.

### Film und Fernsehen
Obwohl Vera Oelschlegel hauptsächlich auf der Theaterbühne zu Hause war, spielte sie zwischen 1958 und 2000 in 40 Film- und Fernsehproduktionen. 1958 gab sie in Frank Vogels DEFA-Filmkomödie Klotz am Bein in einer Nebenrolle als junge Frau ihr Filmdebüt. 1964 war sie an der Seite von Fred Delmare in dem von Heinz Thiel inszenierten DEFA-Kriminalfilm Schwarzer Samt in der Rolle der Karin Sommer zu sehen. Regisseur Walter Beck besetzte sie 1967 in einer tragenden Rolle als Füchsin Mirzilla in seinem Kinderfilm Turlis Abenteuer, der auf Motiven der Erzählung Pinocchios Abenteuer von Carlo Collodi basiert. Ihre bekannteste Filmrolle hatte sie ebenfalls unter der Regie von Walter Beck an der Seite von Juliane Korén als 13. Fee des Fleißes in dem DEFA-Märchenfilm Dornröschen von Regisseur Walter Beck, der am 26. März 1971 in die DDR-Kinos kam und mit 4.584.967 Zuschauern Platz 23 der erfolgreichsten DDR-Filme belegt. Ihre letzte Rolle in Film und Fernsehen hatte sie in der im August 2000 erstausgestrahlten Folge Sternstunde der ARD-Fernsehserie Auf eigene Gefahr mit Thekla Carola Wied.

## Filmografie

### Kino
- 1958: Klotz am Bein
- 1959: Der kleine Kuno
- 1959: Maibowle
- 1960: Der schweigende Stern
- 1963: Das Stacheltier – Der Dieb von San Marengo
- 1963: Kuckuckseier
- 1964: Schwarzer Samt
- 1967: DEFA 70
- 1967: Die gefrorenen Blitze
- 1967: Turlis Abenteuer
- 1968: 12 Uhr mittags kommt der Boß
- 1969: Käuzchenkuhle
- 1970: Der rote Reiter
- 1971: Dornröschen
- 1974: Der nackte Mann auf dem Sportplatz

### Fernsehen
- 1962: Der Vierte
- 1962: Der Tod des Handlungsreisenden
- 1963: Tote reden nicht (Zweiteiler)
- 1963: Mordaffäre Molitor
- 1963: Liebe postlagernd
- 1963: Schatten und Schemen
- 1963: Die Spur führt in den 7. Himmel (Fünfteiler)
- 1964: Ein Sommerabend am Meer
- 1964: Blaulicht (Fernsehserie, Folge Freizügigkeitsverkehr)
- 1964: Die heiligen drei Könige
- 1965: Schlafwagen Paris–München
- 1966: Briefe ohne Absender
- 1967: Brennende Ruhr
- 1967: Harras, der Polizeihund (Fernsehserie, Folge Die Spur führt zum Ermordeten)
- 1968: Treffpunkt Genf
- 1968: Stunde des Skorpions (Dreiteiler)
- 1969: Rendezvous mit unbekannt (Fernsehserie, Folge XI: Klavierunterricht)
- 1971: Istanbul-Masche
- 1972: Der Prozess gegen die Neun von Catonsville
- 1974: Das letzte Wort
- 1974: Die Mission
- 2000: Auf eigene Gefahr (Fernsehserie, Folge Sternstunde)

## Diskografie (Auswahl)
- 1960: Lied vom Deutschen Armin Röhrig
- 1960: Knüpflied auf eine Unruhestifterin
- 1975: Wie Wolken, wie Feuer, wie Salz
- 1978: Meine Lieder haben Flügel, haben Wurzeln (Live-Mitschnitt eines Konzerts im Theater im Palast am 4. Februar 1977)
- 1979: Liedertheater
- 1979: Chansons, Songs, Lieder: von Interpreten der DDR

## Hörspiele
- 1965: Richard Groß: Der Experte ist tot (Aloe) – Regie: Wolfgang Brunecker (Hörspiel – Rundfunk der DDR)

## Auszeichnungen (Auswahl)
- 1974: Vaterländischer Verdienstorden in Gold[2]
- 1979: Kunstpreis der DDR
- 1981: Goethepreis der Stadt Berlin
- 1984: Nationalpreis der DDR III. Klasse für Kunst und Literatur

## Autobiografie
- Wenn das meine Mutter wüsst. Selbstportrait. Ullstein Verlag, Frankfurt/Main, Berlin 1991. ISBN 3-550-07509-X.